# Evangelische Kirche Gersweiler

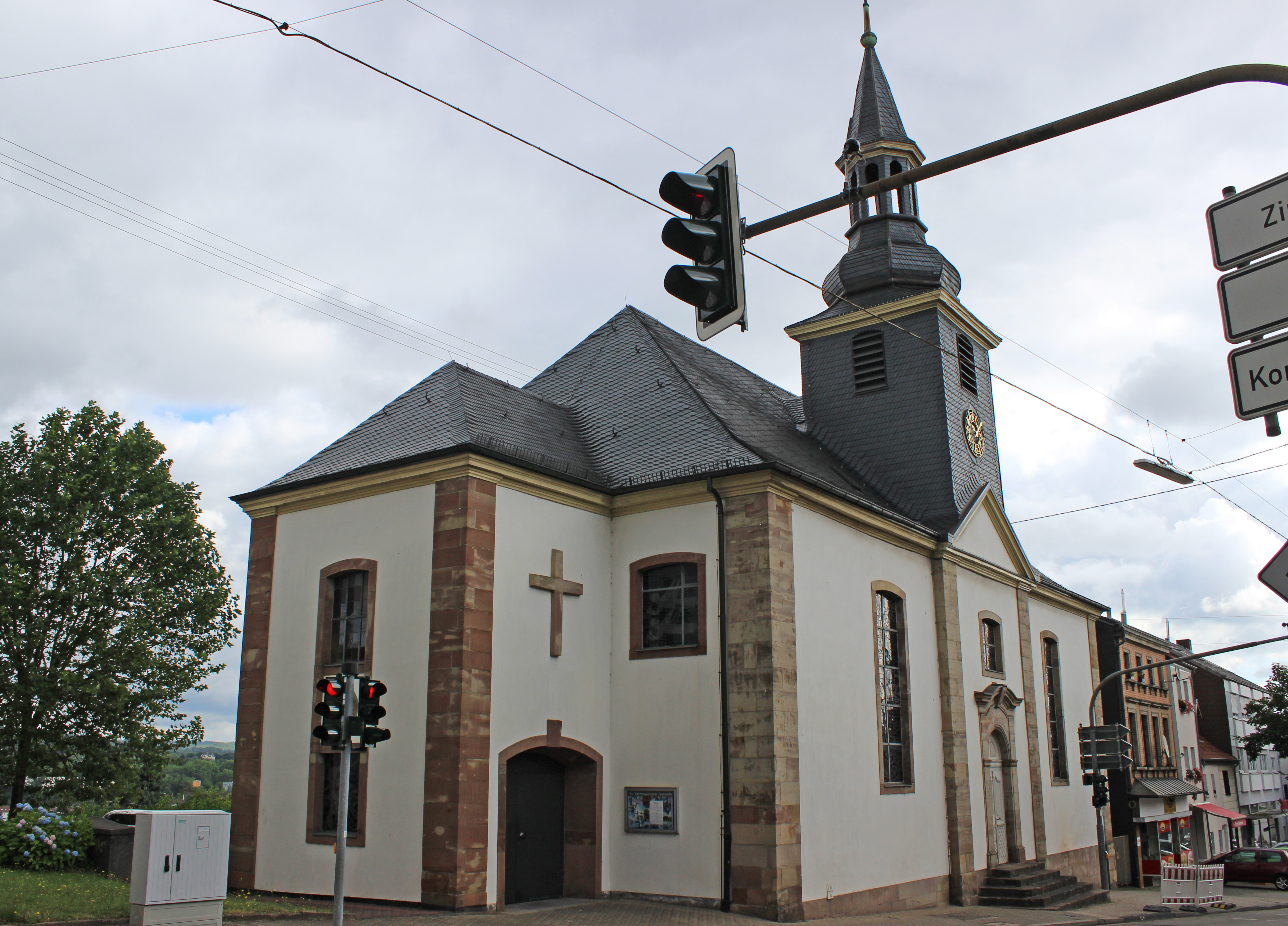
Blick auf die Kirche

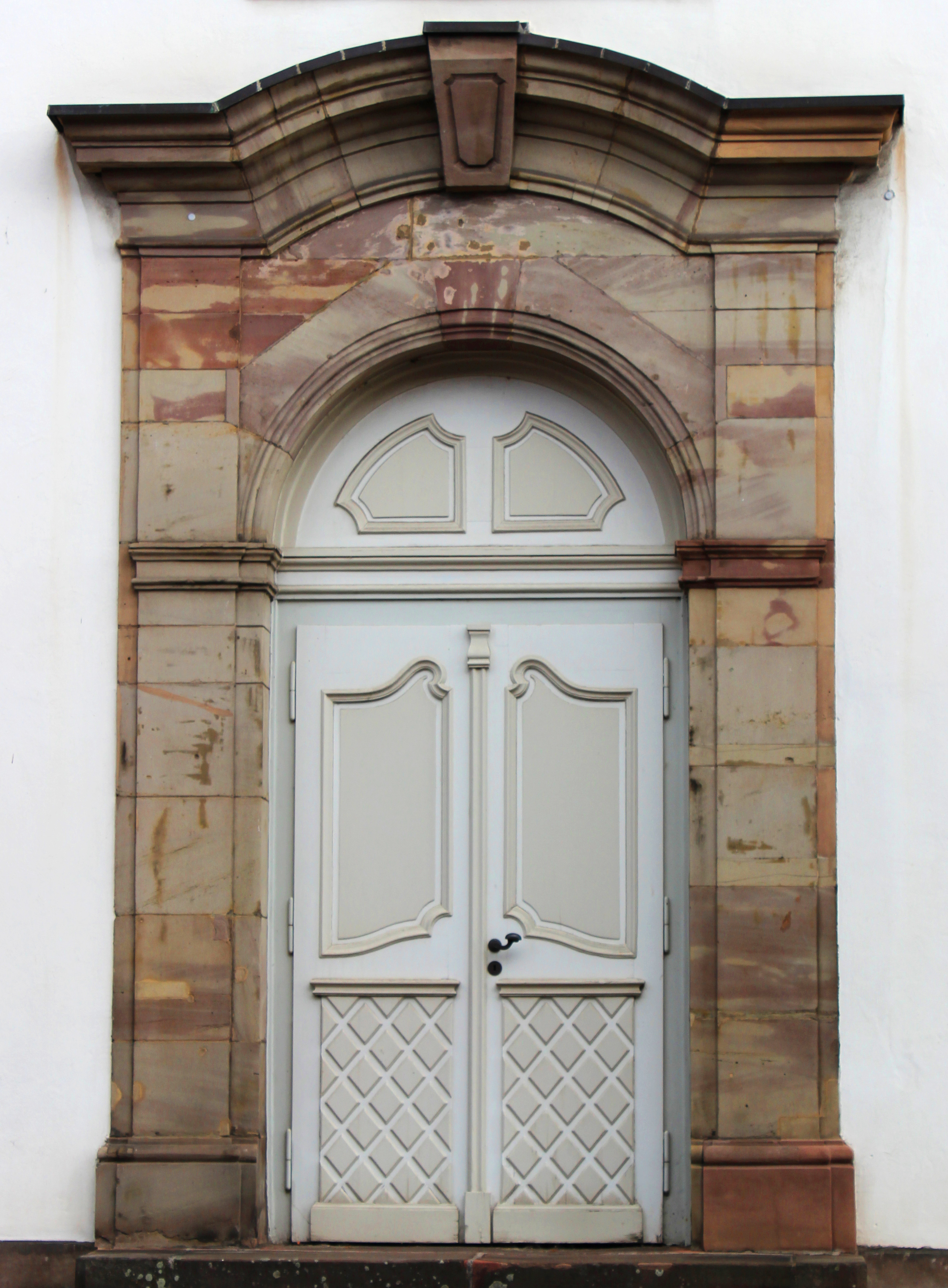
Barockportal

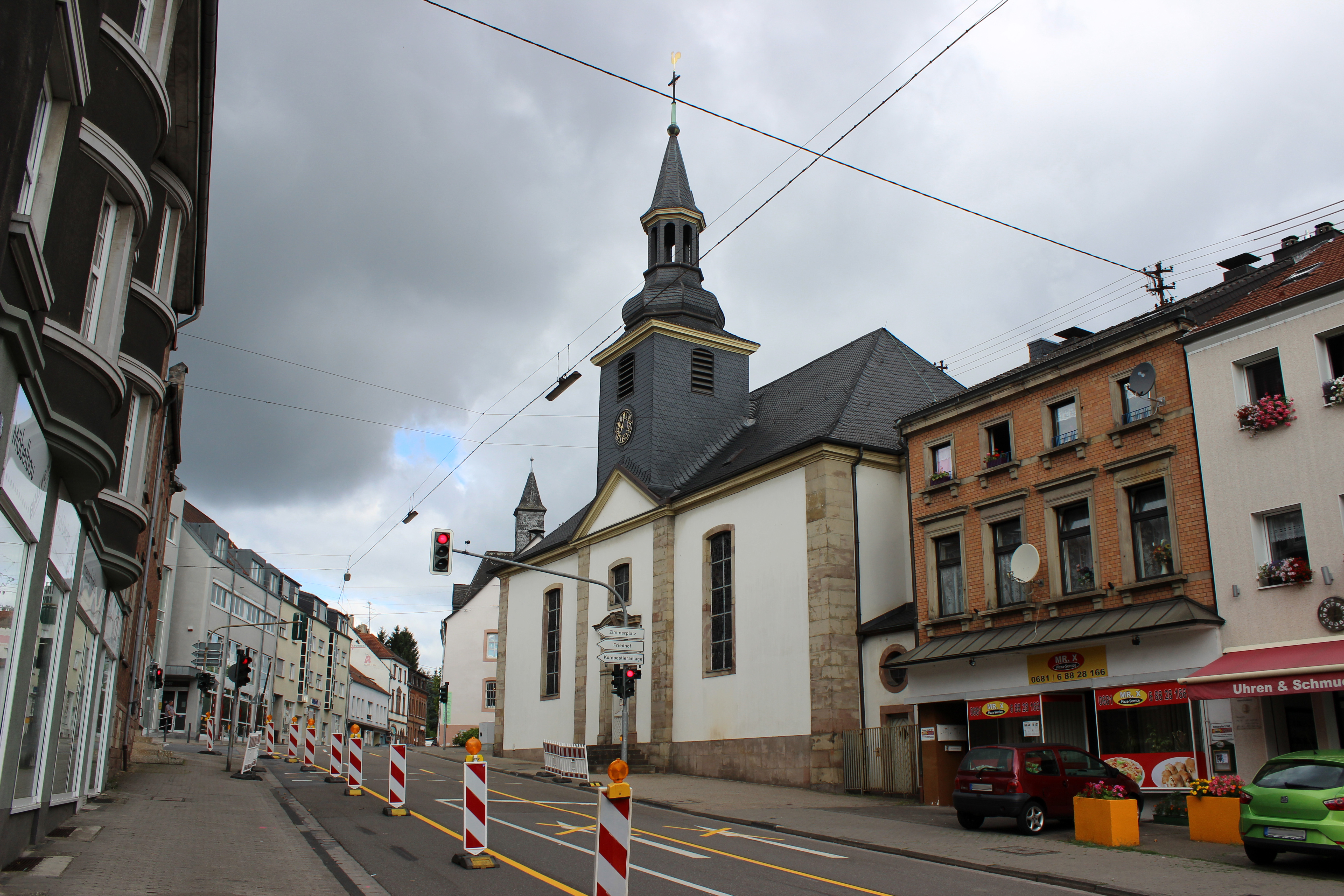
Die Kirche von Südosten

Die Evangelische Kirche Gersweiler ist ein denkmalgeschütztes Sakralbauwerk im Saarbrücker Ortsteil Gersweiler.

## Geschichte
Die erste evangelische Kirche des Ortes wurde im 14. Jahrhundert erbaut. Was mit ihr geschah, ist unbekannt. Anfang des 17. Jahrhunderts gehörte Gersweiler zur Pfarrei der Aschbachkirche. Im Jahr 1615 beschwerten sich Mitglieder der Kirchengemeinde allerdings wegen des beschwerlichen Kirchgangs nach Aschbach. Deshalb erbaute man 1616 bis 16/18 nach Plänen von Jost Hoer aus Homburg eine Kirche in Gersweiler. Spätestens 1780 drohte die Kirche wegen der darunterliegenden Kohlegruben einzustürzen und wurde deshalb von Oberbaudirektor von Welling besichtigt und wegen Bauschäden geschlossen.
1784 wurde ein Neubau beschlossen und nach Entwürfen des fürstlichen Baudirektors Johann Jakob Lautemann ausgeführt. In den Jahren 1933 bis 1936 wurde die Kirche nach Plänen der Architekten Rettig und Kellermann wesentlich verändert: Die Schmalseiten erhielten Anbauten, eine Empore wurde entfernt, Altar und Kanzel wurden verlegt und damit die eigentliche Ausrichtung als Querkirche aufgehoben. 1962/63 baute man auf der Rückseite eine Sakristei an und gestaltete den Altarraum neu.
2002 wurde die Kirche restauriert und der alte Zustand einer Querhauskirche wieder hergestellt.

## Architektur
Die Kirche wurde als Querhauskirche mit Walmdach erbaut. Sie ist im Inneren ein schlichter Rechtecksaal von 20,5 Metern Länge und 11,3 Metern Breite. Das Äußere des Putzbaus ist streng symmetrisch gegliedert. Im Mittelpunkt steht ein Risalit mit Dreiecksgiebel, hinter dem sich direkt ein quadratischer, geschieferter Dachreiter befindet, auf dem eine Zwiebelhaube mit offener Laterne und achtseitigem Pyramidendach sitzt. Die Ecken des Risalits und des Baukörpers sind mit Sandsteinquaderung ausgeführt. Im Risalit sitzt ein barockes Portal mit Rundbogen. Gerahmt wird der Eingang von mächtigen Pilastern, die ein geschwungenes, weit auskragendes Gebälk mit keilförmigem Schlussstein tragen. Über dem Portal sitzt ein kleines Segmentbogenfenster, der Risalit wird außerdem von zwei hohen Segmentbogenfenstern flankiert. Ein helles umlaufendes Traufgesims schließt den Baukörper ab. Im Osten und Westen schließen sich an den Rechtecksaal Anbauten an, die mit einem Walmdach abgeschlossen werden. Der westliche Anbau besitzt zur Straßenseite ein breites Rundbogenportal. Der östliche Anbau besitzt einen niedrigen Vorbau mit schlichtem Eingang und Okulus. Darüber sitzt ein kurzes Segmentbogenfenster. Auf der Rückseite liegt mittig eine rechteckige eingeschossige Sakristei.
Der Rechteckchor liegt im östlichen Anbau und wird auf der Nordseite von einem wandfüllenden Fenster belichtet. Die Rückwand des Chores ist mit unregelmäßigen grauen Steinzeugfliesen verblendet. Davor steht ein einfacher Steinaltar mit Holzkreuz.
Von Architekt und Glasmaler György Lehoczky stammen zwei Fenster: Musizierender Engel aus dem Jahr 1963 und das Michaelsfenster in der Eingangshalle aus dem gleichen Jahr.

## Orgel
Die historische Orgel wurde 1935 von E. F. Walcker & Cie aus Ludwigsburg erbaut. Die Spiel- und Registertraktur sind elektropneumatisch. Die Disposition lautet wie folgt:
| I Hauptwerk C–g3 |               |       |
| 1.               | Prinzipal     | 8′    |
| 2.               | Holzflöte     | 8′    |
| 3.               | Salicional    | 8′    |
| 4.               | Prästant      | 4′    |
| 5.               | Gemshorn      | 4′    |
| 6.               | Nazard        | 2 ⁄3′ |
| 7.               | Nachthorn     | 2′    |
| 8.               | Mixtur III–IV |       |

| II Hinterwerk C–g3 |                       |        |
| 9.                 | Rohrflöte             | 8′     |
| 10.                | Quintadena            | 8′     |
| 11.                | Italienisch Prinzipal | 4′     |
| 12.                | Blockflöte            | 4′     |
| 13.                | Oktave                | 2′     |
| 14.                | Terz                  | 1 3⁄5′ |
| 15.                | Quinte                | 1 ⁄3′  |
| 16.                | Cymbel III            |        |
| 17.                | Trompete              | 8′     |

| Pedal C–f1 |                     |     |
| 18.        | Subbass             | 16′ |
| 19.        | Oktavbass           | 8′  |
| 20.        | Choralbass          | 4′  |
| 21.        | Bauernflöte         | 2′  |
| 22.        | Posaune             | 16′ |
|            | Trompete (= Nr. 17) | 8′  |

- Koppeln: II/I, I/P, II/P
- Spielhilfen: 2 freie Kombinationen, Piano, Mezzoforte, Tutti, Registercrescendo, Zungeneinzelabsteller